# Episodi di Peak Practice (quarta stagione)
La quarta stagione della serie televisiva Peak Practice è stata trasmessa in anteprima nel Regno Unito dalla Independent Television nel corso del 1996.
| nº | Titolo originale    | Titolo italiano | Prima TV UK | Prima TV Italia |
| -- | ------------------- | --------------- | ----------- | --------------- |
| 1  | Holding It Together |                 | 1996        |                 |
| 2  | A New Life          |                 | 1996        |                 |
| 3  | New Horizons        |                 | 1996        |                 |
| 4  | Looking Back        |                 | 1996        |                 |
| 5  | Whipping Boy        |                 | 1996        |                 |
| 6  | Close Ties          |                 | 1996        |                 |
| 7  | In Safe Hands       |                 | 1996        |                 |
| 8  | Partners            |                 | 1996        |                 |
| 9  | Running on Empty    |                 | 1996        |                 |
| 10 | Heart and Soul      |                 | 1996        |                 |